# Affaire Magalon
L'Affaire Magalon risale al 1823 e riguarda l'arresto e il trasferimento in carcere, in forme particolarmente ignominiose ed eclatanti, del giornalista Joseph-Dominique Magalon. Esso rappresentò, per tutto il XIX secolo francese, un esempio quasi proverbiale di censura e repressione della stampa di opposizione.

## Gli eventi
Il periodico Album, edito a Parigi a partire dal 1821, venne chiuso nel 1823, al 136° numero ed uno dei maggiori redattori, tale Joseph-Dominique Magalon, arrestato.  Un evento tutto sommato ‘normale’ in un Paese con una legislazione di censura ed intimidazione della stampa.  La gendarmeria, tuttavia, non si contentò e volle umiliare il giornalista: gli venne offerta una carretta riempita di paglia, del genere che si riservava ai condannati alla ghigliottina, scortata da due gendarmi a cavallo, sciabola sguainata.  Magalon, tuttavia ed al contrario dell'altro arrestato, tale Lionne, ebbe la prontezza d'animo di procedere a piedi, incatenato: trasformando, così, il proprio calvario in una scena altamente scenografica, che si fissò, per molti anni, nella mitologia degli oppositori al governo de Villèle e, più in generale, del restaurato regno borbonico.
Una 'parabola laica' cui non mancava nemmeno l’'anima nera', nella persona del ministro degli interni, il conte di Corbière: non si hanno elementi per giudicare se l'infame trattamento fosse stato da lui ordinato.  Certamente non il calvario in catene.  Tuttavia a lui va fatta risalire direttamente (considerata la pervasività della burocrazia ministeriale francese) la autorizzazione (se non la decisione) della chiusura del periodico e dell'arresto.  Così come il ricorso alla carretta già della ghigliottina: un 'trapasso' che somiglia molto alle attitudini politiche del ministro, fra i capi del ‘partito’ ultrarealista.
La carcerazione, ad ogni buon conto, non dovette durare oltre alcuni (duri ed ingiustificabili), mesi, tanto che lo stesso Magalon poté pubblicare, ancora nel 1823 un pamphlet memorialistico.  E lo stesso fece un altro notevole arrestato, il giornalista Louis-Marie Fontan, con un secondo pamphlet.

## La fissazione della memoria
La 'fissazione della memoria' della famosa camminata, tuttavia, era cominciata, probabilmente, già in corso di carcerazione, con opuscoli quali una lettera al ministro degli esteri Chateaubriand, scelto, probabilmente per tre importanti caratteristiche: (i) era ultra ma di spirito indipendente rispetto al ‘partito’, (ii) non era in non ottimi rapporti con conte di Corbière (un dissidio che porterà il primo alle dimissioni, due anni più tardi), (iii) era al sommo della propria influenza, in quanto impegnato nella invasione della Spagna e (iv) per questo godeva della speciale protezione del sovrano Luigi XVIII.

Ed ebbe notevoli sviluppi, come dimostra, per lo meno, la pubblicazione si una nuova memoria, questa volta di 262 pagine, nel 1824, seguita, dopo la Rivoluzione di luglio, dall'opera definitiva, addirittura in tre volumi.
L'affaire, comunque, non esaurì la propria notorietà nemmeno dopo la Rivoluzione di luglio e la connessa caduta dell'ultimo Borbone, Carlo X, arricchendosi di particolari quali la chiarificazione di un dettaglio parecchio rilevante: l'altro condannato, Lionne, non era sceso dalla carretta perché aveva 50 anni, malato e se avesse accettato questo strano addolcimento [la carretta] è che egli sapeva che prendendo la coraggiosa decisione del magalon, egli sarebbe morto per la via.

E non mancarono riflessi nella letteratura contemporanea:  ad esempio essa venne richiamata nel romanzo di Stendhal Il rosso e il nero.

## Eventi successivi
L'Album riprese le pubblicazioni dopo cinque anni di interruzione, probabilmente profittando del nuovo clima politico dovuto alla caduta del governo de Villèle, il 4 gennaio 1828 (conte di Corbière si era dimesso il precedente 31 ottobre 1827): il nuovo ministero Martignac aveva fatto approvare, nel luglio 1828, un progetto di legge che aboliva la censura della stampa periodica.  Come prevedibile ferocemente osteggiato dagli ultra fedeli al Villèle, a cominciare dal conte di Montbel.
Oltre al Magalon, vi parteciparono François Grille, Alphonse Rabbe, A. Dumesnil, J. Ader, A. Fayot, Loève-Veimars, Fontan, Marie Aycard, Achille Roche, L. Belmontet, Eugène Briffault, Alexis Lagarde, fra gli altri.

La testata, tuttavia, era stata modificata in Ancien Album:  era, infatti, accaduto che, appena poco prima, il 30 ottobre 1828, un diverso gruppo aveva cominciato le pubblicazioni di una rivista chiamata, appunto, Album.